# Palacio Amarillo

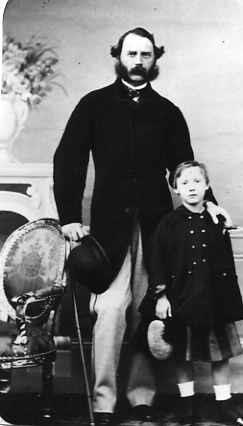
El rey Cristián IX y su hijo menor, Valdemar.

El palacio Amarillo (en danés: Det Gule Palæ), mansión Amarilla o mansión de Bergum, es una mansión en Amaliegade situada junto al palacio de Amalienborg, en el distrito Frederiksstaden de Copenhague, Dinamarca. Es considerada el primer ejemplo de la arquitectura neoclásica en Copenhague. Fue construida como casa para un burgués, pero fue adquirida por la familia real danesa.
El príncipe Cristián de Schleswig-Holstein-Sonderburg-Glücksburg, que más tarde se convertiría Cristián IX de Dinamarca, se instaló ahí cuando llegó por primera vez a Copenhague. Esta mansión bastante modesta se convirtió en el lugar de nacimiento de muchos miembros de la realeza europea, como Federico VIII de Dinamarca, Alejandra, reina consorte del Reino Unido, Jorge I de Grecia y María Fiódorovna, emperatriz de Rusia. Hoy en día el edificio es propiedad de la Agencia Danesa de Palacios y Propiedades y aloja la oficina del Lord Chamberlain.

## Historia
Cuando Frederiksstaden fue establecido alrededor de 1748, se concibió para construirse uniformemente como un distrito rococó. Todos los edificios nuevos tenían que cumplir con ciertas pautas estipuladas por Nicolai Eigtved, el encargado del proyecto. Después de la muerte de Eigtved en 1754, en principio continuaron con lo planeado, pero conforme la moda cambió, las exigencias se relajaron un poco. La mansión fue construida de 1759 a 1764 por el comerciante de madera H. F. Bargum. El arquitecto fue Nicolas-Henri Jardin y lo diseñó en estilo neoclásico, siendo el primer edificio de este estilo en Copenhague.
El rey Federico VI compró la mansión en 1810, para utilizarla como residencia de invitados para alojar parientes de la familia real.
En 1837 el rey Federico VII entregó la propiedad a su sobrino, el príncipe Cristián de Glücksburg, que acababa de llegar a Copenhague proveniente de Alemania.  En este momento nadie sabía que más tarde se convertiría en Cristián IX, primer rey de Dinamarca de la Casa de Glücksburg.  El príncipe se instaló en la mansión y vivió allí hasta 1865, cuando se convirtió en rey y se trasladó al palacio de Amalienborg. Más tarde, el príncipe Valdemar vivió en el palacio Amarillo hasta su muerte en 1939 y fue el último residente real.